# Stavangerkameratene
Die Stavangerkameratene (deutsch die Stavangerkameraden) sind eine norwegische Band. Sie setzt sich aus den Sängern Kjartan Salvesen, Tommy Fredvang, Glenn Lyse und Ole Alexander Mæland zusammen.

## Geschichte
Die Band entstand im Sommer 2015, als die Sänger Kjartan Salvesen, Tommy Fredvang, Glenn Lyse und Ole Alexander Mæland gemeinsam bei der Eröffnung des Volleyball-World-Cups in Stavanger auftraten. Der Moderator Stian Blipp bezeichnete die vier Sänger während der Veranstaltung als „Stavangerkameratene“ (deutsch die Stavangerkameraden). Den Namen behielt die Gruppe auch für ihre weitere Zusammenarbeit. Bei der Eröffnungsfeier debütierten sie mit dem Lied Vekk meg opp, einer norwegischen Übersetzung des Avicii-Liedes Wake Me Up. Die Formation blieb über das Event hinaus bestehen und begann als Coverband in Norwegen aufzutreten.
Sieben Monate nach ihrem ersten Auftritt veröffentlichten die Sänger im März 2016 Vekk meg opp als Single. Es folgte im selben Jahr mit Bare så du vett det die erste Single, bei der es sich nicht um ein Coverlied handelte. Mit dem Lied konnte das Quartett mehrere Platin-Schallplatten erreichen. Im Herbst 2016 wirkte die Gruppe an der bei TV 2 ausgestrahlten Show Live på direkten mit. Mit Stavangerkameratene gab die Band im Jahr 2017 ihr Debütalbum heraus. Ein Jahr später veröffentlichte sie mit Ein for alle ihr zweites Album. Mit beiden Alben gelang der Gruppe der Einzug in die norwegischen Albumcharts.
Stavangerkameratene nahmen im Jahr 2021 am Melodi Grand Prix, dem norwegischen Vorentscheid für den Eurovision Song Contest, teil. Die Band war dabei automatisch für das Finale qualifiziert und stellte außer Konkurrenz im zweiten Halbfinale das Lied Barndomsgater vor. Im Finale traten sie mit der englischsprachigen Version Who I Am auf. Mit dem Lied konnte sich die Band nicht unter den besten vier Beiträgen platzieren. Im Jahr 2022 gab die Band mit Kom nærmare ihr drittes Album heraus. Dafür erhielten sie beim Spellemannprisen 2022 eine Nominierung in der Kategorie für Partymusik. Mit der in Zusammenarbeit mit Ringnes-Ronny entstandenen Single Helg erreichten sie im April 2023 erstmals die norwegischen Singlecharts.

## Mitglieder
- Kjartan Salvesen: Salvesen gewann im Jahr 2004 die Castingshow Idol[5]
- Tommy Fredvang: Fredvang nahm 2009 an X-Factor und 2015 an Stjernekamp teil[3]
- Glenn Lyse: Lyse gewann 2007 Idol[6]
- Ole Alexander Mæland (* 1979): Mæland nahm 2012 an The Voice teil und war Sänger in der Band Elle Melle[3]

## Auszeichnungen
- 2022: Nominierung in der Kategorie „Partymusik“ (für Kom nærmare), Spellemannprisen 2022[7]

## Diskografie

### Alben
| Jahr | Titel               | Höchstplatzierung, Gesamtwochen, AuszeichnungChartsChartplatzierungen (Jahr, Titel, Platzierungen, Wochen, Auszeichnungen, Anmerkungen) | Anmerkungen                           |
| Jahr | Titel               | NO | Anmerkungen                           |
| ---- | ------------------- | --- | ------------------------------------- |
| 2017 | Stavangerkameratene | NO9 ×3Dreifachplatin · (83 Wo.)NO | Erstveröffentlichung: 2. Juni 2017    |
| 2018 | Ein for alle        | NO34 (1 Wo.)NO | Erstveröffentlichung: 5. Oktober 2018 |

Weitere Alben
- 2022: Kom nærmare

### Singles
| Jahr | Titel Album           | Höchstplatzierung, Gesamtwochen, AuszeichnungChartsChartplatzierungen (Jahr, Titel, Album, Platzierungen, Wochen, Auszeichnungen, Anmerkungen) | Anmerkungen                                                           |
| Jahr | Titel Album           | NO | Anmerkungen                                                           |
| ---- | --------------------- | --- | --------------------------------------------------------------------- |
| 2023 | Helg –                | NO10 Platin · (9 Wo.)NO | Erstveröffentlichung: 31. März 2023 mit Ringnes-Ronny                 |
| 2025 | Bare så du vett det – | NO58 ×5Fünffachplatin · (… Wo.)NO | Erstveröffentlichung: 1. Juni 2016; stieg erst 2025 in die Charts ein |

Weitere Lieder mit Auszeichnungen
- 2016: Vekk meg opp (NO: Platin)
- 2017: Vil du shalala (NO: Platin)
- 2017: Forelska meg i deg igjen (NO: Gold)
- 2017: Bare du (NO: Gold)
- 2021: Barndomsgater (NO: Gold)
- 2022: Ka e ord (NO: Gold)